# Евсюков, Евгений Афанасьевич
Евгений Афанасьевич Евсюков (род. 2 января 1950 года) — советский легкоатлет, специализировавшийся в спортивной ходьбе. Мастер спорта СССР международного класса.

## Карьера
Тренировался под руководством заслуженного тренера СССР Геннадия Степановича Солодова. На Чемпионате мира 1976 года на дистанции 50 км. с/х занял 10 место.
Серебряный призёр чемпионата СССР на дистанции 20 000 м. с/х 1980 года. Бронзовый призёр чемпионата СССР на дистанции 50 км. с/х 1976 и 1985 годов. Бронзовый призёр чемпионата СССР на дистанции 20 км. с/х 1978 года.
В 1978 и 1979 годах становился чемпионом СССР на дистанции 5000 метров с\х в помещениях.
На Московской Олимпиаде на дистанции 20 км с/х стал четвёртым, остановившись в шаге от пьедестала с результатом 1:26:28.3.
На Кубках мира по спортивной ходьбе в 1981 (Валенсия) - 4 место; и 1983 (Берген) - 5 место.
На первом чемпионате мира 1983 года в Хельсинки завоевал бронзовую медаль на дистанции 20 км. с/х.
После окончания карьеры стал тренером. Воспитал многих ходоков, входящих в сборную России.
21 апреля 2016 года, получил как тренер 4-летнюю дисквалификацию, которая вступила в силу с 29 января 2016 года.